# Dacia Ripensis

Dioceza Dacia

Dacia Ripensis (greacă: Ρειπήσιος Δακία, traducerea în limba română: de pe malurile Dunării) a fost numele unei provincii romane (o parte din Dacia Aureliana) prima oară stabilită de Aurelian (circa 283 d.Hr., când pietrele de frontieră au fost stabilite de el și apoi a fost restaurată de Gaianus), dupa ce s-a retras din Dacia peste Dunăre. Ratiaria a fost aleasă ca fiind capitala Daciei Ripensis (acesta a fost anterior o colonie fondată de Traian situată în Moesia Superior). Capitala a servit atât ca sediu al guvernatorului militar (sau Dux) și ca bază militară pentru legiunea romană a XIII-a Gemina. Potrivit lui Priscus, Dacia Ripensis a fost o provincie înfloritoare în secolele al IV-lea si al V-lea d.Hr.. La începutul anilor 440 devreme, cu toate acestea, hunii au cucerit provincia (înainte de aceasta, au existat conflicte între romani și huni, prin care grupul din urmă a capturat castrele Martis prin mijloace înselătoare). Chiar dacă provincia a fost recuperată pentru scurt timp de la huni, a fost în cele din urmă decimată de către avari în 586. În timpul domniei împăratului Traian mai multe cetăți și fortificații au fost construite în provincie. Aceste cetăți / fortificații sunt Singidunum, Viminacium, Tanata (Τανάτα), Zernis (Ζέρνης), Doukepratou (Δουκεπράτου), Caputboes (Καπούτβοες), Zanes (Ζάνες) și Pontes (Πόντες).

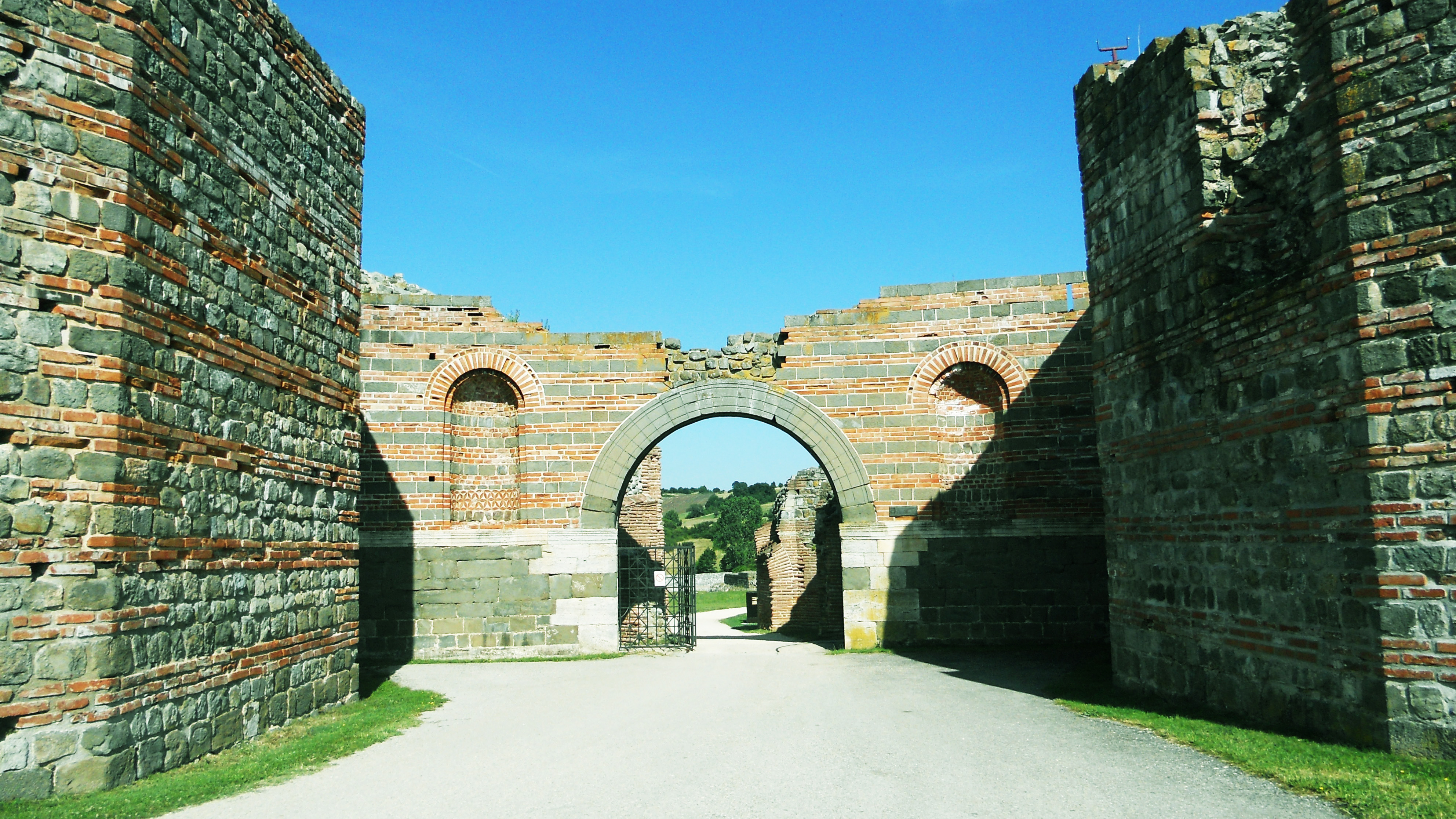
Felix Romuliana, lângă satul de români timoceni Gamzigrad

Ruinele Ratiariei se găsesc la 2 km vest de actualul sat Arciar din Bulgaria. Satul Arciar este lângă malul Dunării, aproximativ în dreptul localității
Ciupercenii Noi, foarte aproape de Calafat. In Dacia Ripensis se găsea și Felix Romuliana (langă satul Gamzigrad in Timoc), cetatea mai multor împărați romani (Galerius, Decius) 

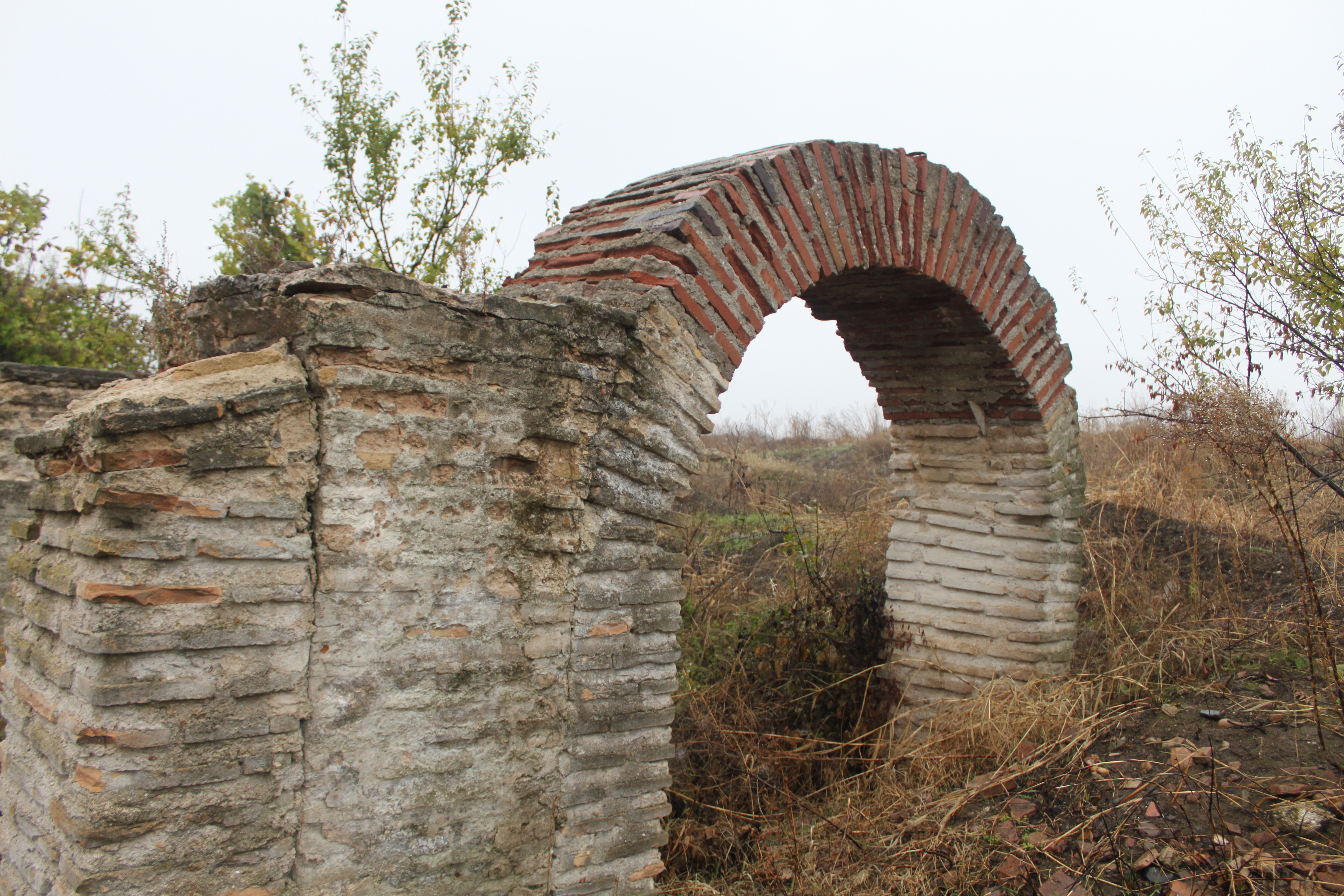
Ruinele Ratiariei